# Secondo libro di Enoch
II Secondo libro di Enoch o Libro slavo di Enoch o Apocalisse di Enoch o Segreti di Enoch è un apocrifo dell'Antico Testamento, scritto in greco nel I secolo d.C., in ambiente giudaico o un giudeo-cristiano palestinese. Ci è pervenuto solo nella sua traduzione paleoslava, eseguita in Macedonia nell'XI secolo. Appartiene al genere apocalittico.
Descrive un viaggio di Enoch attraverso i 7 cieli e riceve una serie di rivelazioni; in particolare gli viene descritta la creazione del mondo e gli sono svelati i segreti dell'avvenire. Il viaggio culmina con l'incontro con Dio e la trasformazione di Enoch nell'angelo Metatron.
La prima pubblicazione moderna si deve a Matvej Solokov nel 1899.